# Villanova del Ghebbo
Villanova del Ghebbo es una localidad y comune italiana de la provincia de Rovigo, región de Véneto, con 2.192 habitantes.

## Evolución demográfica
| Gráfica de evolución demográfica de Villanova del Ghebbo entre 1861 y 2001 |
|                                                                            |
| Fuente ISTAT - elaboración gráfica de Wikipedia                            |